# キングダムオブカオス
『キングダムオブカオス』(Kingdom of Chaos、略称：KOC)はアイディアファクトリーによって開発運営されていたオンラインゲーム。
2000年5月15日にサービスを開始し、2012年8月31日にサービスを終了した。

## 概要
アイディアファクトリー社（以下IF）のスペクトラルフォースシリーズのネバーランド大陸を舞台とし、プレイヤーは自身の分身となるキャラクターを作成し、様々に生活を営んでいくオンブラウザタイプのゲーム。
国家への士官や探索や畑の世話などのシステム的な面と、ゲーム内の多数の掲示板によるプレイヤー間交流によって成り立つ。
サービス開始時はネバーランド大陸（NL）のみが運営されていたが、2002年12月16日から第2サーバであるオールド大陸(OL)の運営が開始された。
のちに既存サーバとはシステムが異なる第3サーバ、ロストグラウンド（LG）が運営開始。
プレイヤーは各サーバにそれぞれキャラクター作成が可能。

## ゲームシステム

### 課金形態
登録日から月末までは一部行動に制限のある無料のフリープレイ期間が設けられており、以降は1キャラクター300円の月額課金形式。同一サーバ内での複数キャラクターの作成は禁止されている。

### キャラクター登録
名前・性別・誕生日・父親・母親・ルーツを設定する。
この際の父親と母親の組み合わせによって種族が決定され、種族ごとの能力基本値にルーツの補正が加わった値がキャラクターの能力値となる。
ルーツごとにルーツ専用スキルが設定されており、ゲーム内での特定の行動やアイテム作成時に影響を与える。
種族と性別により顔絵と呼ばれるキャラクターイラストが設定される。イラストは自身での開発アイテムの画像同様に指定された縦横サイズのイラストと差し替えが可能。

### 家の購入
空いている居住エリアに自分の家を建てることができ、専用掲示板の利用やアイテムショップの開設など行動の幅を広げることができる。居住国と仕官国は同一である必要は無いが農業を行うに際しては居住国が工業系の場合は土地汚染のため結果は芳しくないため『仕官国は○○(工業系)で居住国は✕✕(自然系)』というパターンが多かった。

### アイテム作成
プレイヤーは農業をすることで農作物の販売や装備品の作成を行える。販売価格は各プレイヤーが自由に設定ができた。農作物の他に装備品を作成出来、工業系の国に居住していれば開発費が抑えられた。プレイヤーが作成・販売出来る物は作物・魔法・武器・防具・武器(消耗品)・防具(消耗品)・盾(2種)。作物は使用すればキャラクターの知恵が上がる他に魔法作成の素材となっている。魔法は５つまで購入して３つまで装備出来る代わりに１つ装備するごとに攻撃力が３下がる。武器は装備する事で攻撃力が上がり開発時の設定次第で防御力も上がるアイテム。防具は武器と同様であるが主に上がるのは防御力。各消耗品はそれぞれ武器と防具と同様の効果を一回の戦闘のみで発揮する。盾は魔法との併用は不可の装備品で『HPを上げる』『最大三回までダメージを無効化する』効果がある。アイテム名は開発したプレイヤーが文字数制限内で自由に設定出来る他に指定の縦横のサイズ内で画像を投稿して差し替えも出来た。

### 仕官/在野
40を超す数の国家があり、一つを選んで仕官することが可能。仕官することで日々の王宮勤務が可能となり、給金が支払われる。これがゲーム内での資金稼ぎの基本となる。
各国家ごとに専用の掲示板があり、同じ国に仕官するキャラクター同士で交流が可能。
仕官先は自由に変更する事ができる。また、仕官せず在野のままで活動することもできる。
在野専用掲示板があり、国家に所属しないキャラクター同士での交流が行える。

### 役職
NLとOLではプレイヤーキャラクターが国王となり、国家の運営に大きな影響を与える。
国王は国家運営に関わる役職者を設定でき、他のプレイヤーと連携をとりながら国家運営を行う。
内務大臣・・・他の大臣に革命の提案が出来、多数決で革命が承認されることで革命を起こせる。革命が起きると国内のプレイヤーは国王派と革命派を選び他国との戦争同様に争う事となる。
外務大臣・・・周辺国とのシステム的な友好関係等を設定出来る
軍務大臣・・・戦争時における自国の陣形等を指定出来る。開戦国の陣形の相性によって双方ダメージに変化がある。
開発大臣・・・国内の施設の設置と破棄を指定出来る。工場を建てれば国への収益が上がる一方で国内での農業に悪影響があり、風車や森林等の自然系の発展を目指せば国内での農業に有益に働く一方で収益は低い。各施設は国民が１日一回の労働で建設を選ばなければ開発率が上がらず完成していない施設は機能しない。
親衛隊・・・プレイヤーは対象の国に対して『突破』を行える。『突破』では親衛隊３人を撃破することで"城壁にダメージを与える"か"国庫から金銭を奪う"事が出来る。国王は国内からこの親衛隊を任命する事が出来るが特に指名が無い場合はNPCである親衛隊1～3がこれにあたる。
各施設の担当・・・各施設に担当を置く事でその施設による恩恵を自国や周辺国へ回す事が出来る。工業系なならば収益を自国や友好国に分配が可能。病院に関しては友好や敵対に関係なく利用可能国(在野含む)や利用料金の設定が出来る。

### 呪竜
ゲーム内貨幣とレベルダウンの代価と引き換えに呪竜と呼ばれるいわゆる他のゲームで言うところのドラゴンゾンビと呼ばれる腐敗したドラゴンを指定した国に召喚出来る。召喚された呪竜は指定国の城のMAP上に現れ定期的に召喚先の国の城壁値にダメージを負わせられる。
呪竜に対してプレイヤーは討伐として戦闘を挑め。倒すと対呪竜で効果を発揮する武器を入手出来たが後に入手報告は希となる。入手した武器は入手してから一定の期間で能力を失ってしまうがシステムの変更迄は倉庫に仕舞う事で能力切れまでのカウントダウンを止める事が出来た。

### 天空城
特定のアイテムを使用する事で出現する。期間限定の国のような存在で指定した国に定期的に攻撃を行えるほか参加したプレイヤーによる攻撃が可能となり指定した国との開戦状態となる。アイテム使用者は天主と呼ばれる国王の立ち位置となるが期間内に対象国を落とせなかった場合は各国国王達により処刑されるかの多数決の場に立たされる。またこの国への『突破』でとどめの一撃を加えたプレイヤーには『邪剣』という攻撃力10防御0の武器が景品として与えられる。

## IF社コンシューマーゲームとの関連性
NLはスペクトラルフォースシリーズや続編的立ち位置にあるジェネレーションオブカオス(GOC)と舞台を同じくし、その歴史のある地点から異なる歴史を歩んだパラレルワールドとされる。
同様にOLはGOC3、LGはGOC4のパラレルワールドに当たる。
GOC発売に先立ってKOC内で投票が行われ、選ばれたキャラクターが設定面の調整などを施されたうえでGOCへ出演している。その後もGOCシリーズにはKOCのキャラクターがさらに追加され出演している。
KOC内ではPCの他にIF社スタッフが操作するNPCとして同社のゲームキャラクターが暮らしており、NPCの自宅に書き込みを残すと返信がもらえることもあった。

## VHS・DVD
発売元 アイディアファクトリー、販売元 タキ・コーポレーション

### 書籍
- キングダムオブカオス公式ファンブック、ISBN 4766935918
- スペクトラルフォース ザ ユニバース キングダムオブカオス公式ガイド、ISBN 4877198830
- キングダムオブカオス キャラクター真書、ISBN 4877199047
- キングダムオブカオス ヒストリー真書
- キングダムオブカオス究極ファンブック KOC world Vol.1
- キングダムオブカオス究極ファンブック KOC world Vol.2